# Egbert Picker
Egbert Picker (* 15. Februar 1895 in Nürnberg; † 27. März 1960 in Ingolstadt) war ein deutscher Offizier, zuletzt Generalleutnant im Zweiten Weltkrieg.

## Leben
Picker trat in die königlich-bayerische Armee am 10. August 1914 als Fahnenjunker in das Königlich Bayerisches 11. Infanterie-Regiment „von der Tann“ ein. Er diente im Ersten Weltkrieg und wurde mehrfach verwundet. In der Zwischenkriegsphase schloss sich Picker dem Freikorps „Amberg“ an. Er wurde in die Reichswehr übernommen.
Picker kommandierte im Zweiten Weltkrieg die 3. Gebirgs-Division 1943. Ab 1944 diente er als Kommandeur des deutschen Verbindungskommandos 184 der italienischen Alpini-Division „Monte Rosa“ bis Kriegsende.:124ff
1947 wurde Picker aus der US-amerikanischen Kriegsgefangenschaft entlassen.:144

## Auszeichnungen
- Eisernes Kreuz (1914) II. und I. Klasse[1]:146
- Verwundetenabzeichen (1918)[1]:146
- Bayerischer Militärverdienstorden IV. Klasse mit Schwertern am 1. Januar 1918[1]:146
- Ehrenkreuz für Frontkämpfer[1]:146
- Dienstauszeichnung II. Klasse[1]:146
- Medaille zur Erinnerung an den 13. März 1938 auch Ostmark-Medaille[1]:146
- Medaille zur Erinnerung an den 1. Oktober 1938 auch Sudetenland-Medaille[1]:146
- Infanterie-Sturmabzeichen[1]:146
- Medaille Winterschlacht im Osten 1941/42 auch Ost-Medaille[1]:146
- Wiederholungsspange zum Eisernen Kreuz II. und I. Klasse[1]:146
- Ritterkreuz des Eisernen Kreuzes am 18. November 1941[2][1]:146